# Артибоніт
Артибоніт (ісп. Río Artibonite) — річка на заході острова Гаїті. Найдовша річка острова, довжина становить 240 кілометрів.
Починається в горах Кордильєра-Сентраль в Домініканській республіці, потім тече на південний захід уздовж кордону з республікою Гаїті. Після перетину кордону протікає по родючій долині через однойменний департамент і впадає в затоку Гонав. Невеликі судна можуть підніматися по річці на відстань до 160 км від гирла.
У нижній течії води річки використовуються для іригації. У 1956 році на річці була побудована гребля, в результаті чого утворилося водосховище Пелігр (Lake Péligre), а в 1971 році була запущена Пелігрська ГЕС (Péligre Hydroelectric Dam). Ерозія ґрунту, викликана розмивом лісу в долині річки, привела до сильного замулення водосховища, що істотно знизило його сільськогосподарський і енергетичний потенціал. У перші роки ГЕС виробляла більшу частину електрики в Гаїті, але на кінець 1990-х її частка знизилася до третини потреб країни.